# Герберштейн, Сигизмунд фон

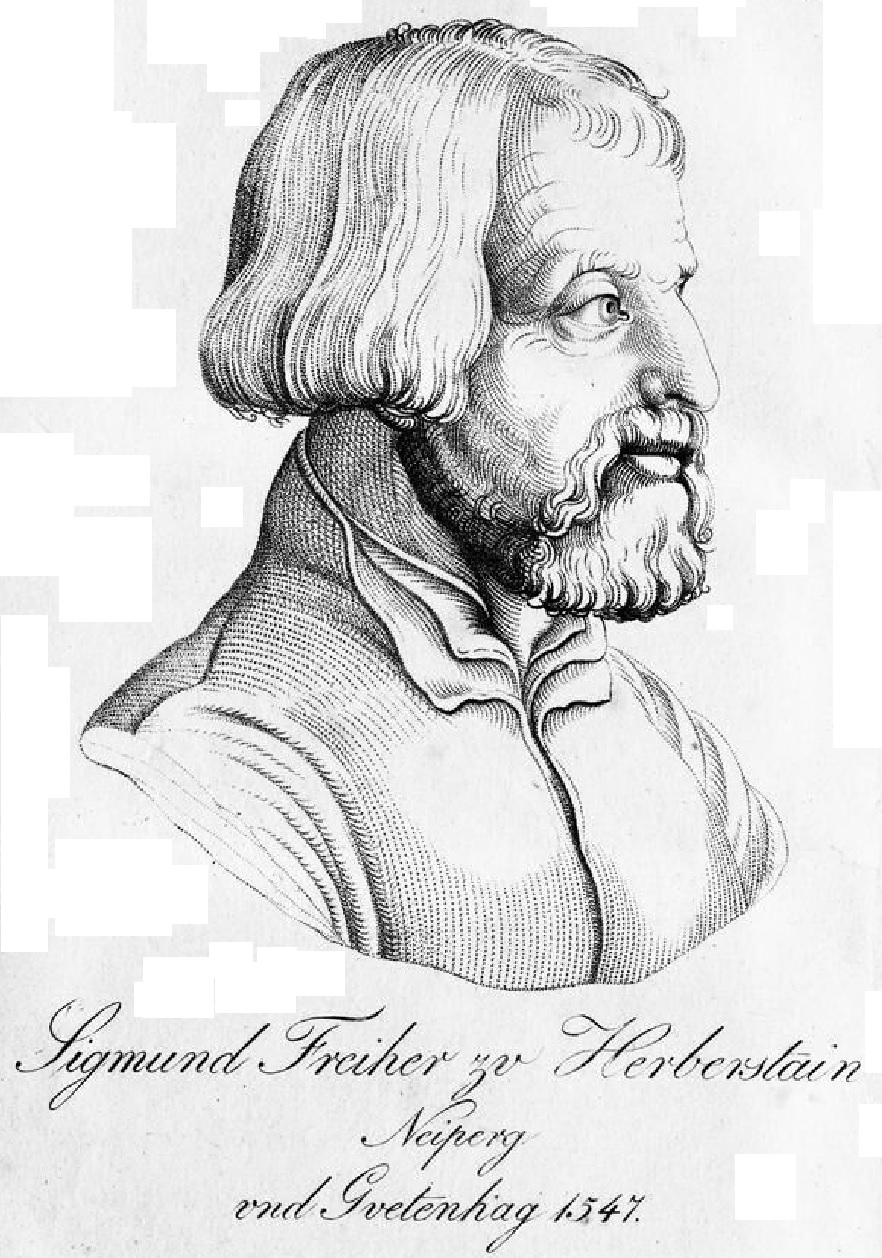
Сигизмунд фон Герберштейн. Анонимный портрет 1547 г.

Сигизмунд (Зигмунд) фон Герберштейн (нем. Siegmund Freiherr von Herberstein, 23 августа 1486 — 28 марта 1566) — дипломат Священной Римской империи, писатель и историк. Вольный имперский барон (1537).
Наибольшую известность как в России, так и за её пределами, приобрёл за свои обширные труды о географии, истории и внутреннем устройстве Русского государства.

## Биография

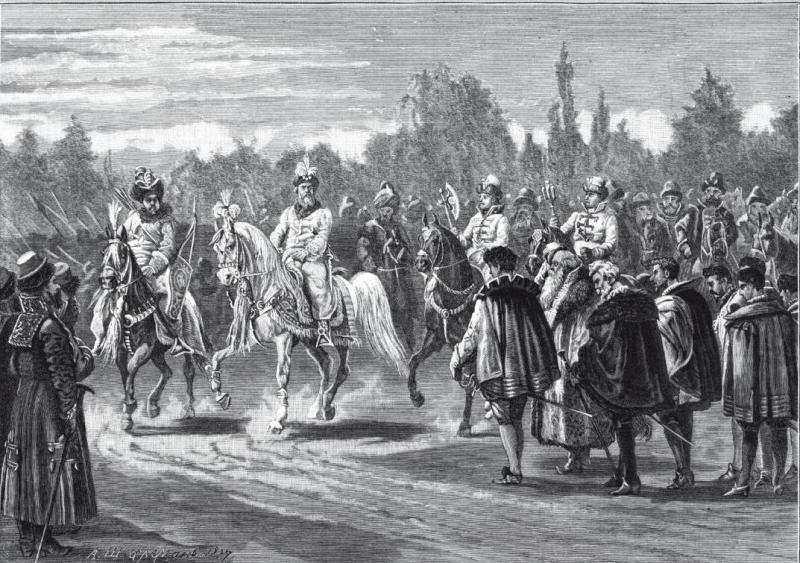
Встреча великого князя Василия III с послами Карла V под Можайском. Гравюра А. И. Шарлеманя, сер. XIX в.

Родился в Виппахе, герцогство Крайна (ныне Випава, Словения). Отец — Леонгард фон Герберштейн (ум. 1511), из знатной немецкой фамилии, с XIII века владевшей замком Герберштейн в Штирии, мать Барбара была дочерью бургграфа Николауса фон Люэга и сестрой известного барона-полководца и мятежника Эразма Ямского (ум. 1483). Возможные словенские корни рода Люэгов (Ямских) являются предметом многолетних научных дискуссий. 
Хотя в семье Герберштейнов, несомненно, говорили по-немецки, уже в детстве Сигизмунд стал изучать славянские диалекты местных жителей, что, по его словам, навлекало на него насмешки сверстников, но зато впоследствии помогло ему в посольствах в Россию. В зрелом возрасте он сохранил свой интерес к лингвистике и, видимо, был знаком с несколькими славянскими языками: так, в его «Записках о Московии» есть специальный раздел о русском произношении, в котором, в частности, говорится: «Вопреки обыкновению других славян русские произносят букву g как придыхательное h, почти на чешский лад».

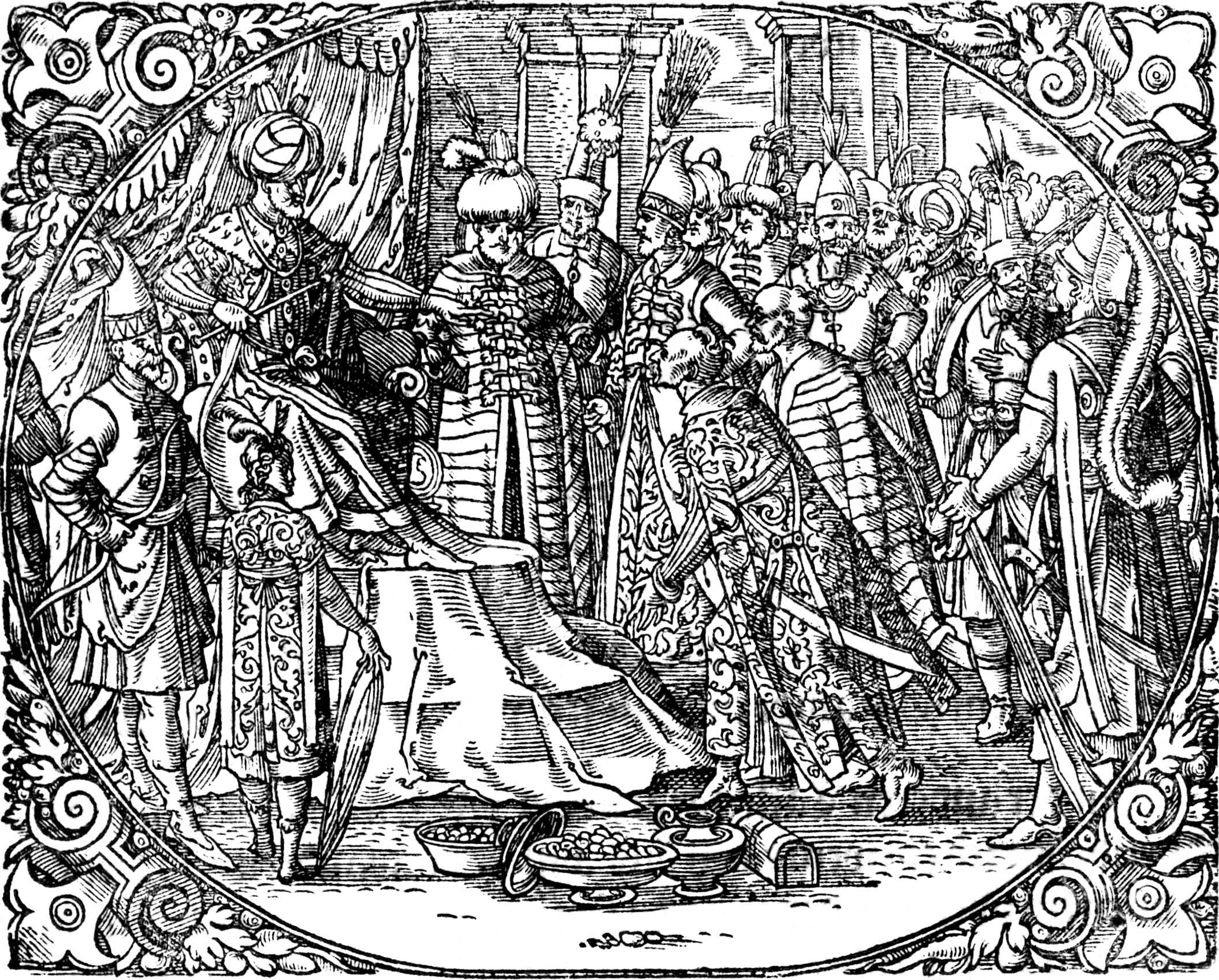
Преподнесение Герберштейном даров великому князю Василию III. Гравюра из франкфуртского издания «Записок о Московии» 1576 г.

Начальное образование Сигизмунд получил в Лонсбахе, с 1495 года учился у своего дальнего родственника, соборного каноника Вильгельма Вельцера в Гуркеа с 1497-го — у Георга Ратценбергера в городской школе в Вене. В 1499 году поступил в Венский университет, где изучал философию и право, получив в 16 лет степень бакалавра. В университете слушал лекции учёного и поэта-гуманиста Конрада Цельтиса (1459—1508), который привил ему интерес к географии и этнографии, существенно повлияв на формирование его мировоззрения. 

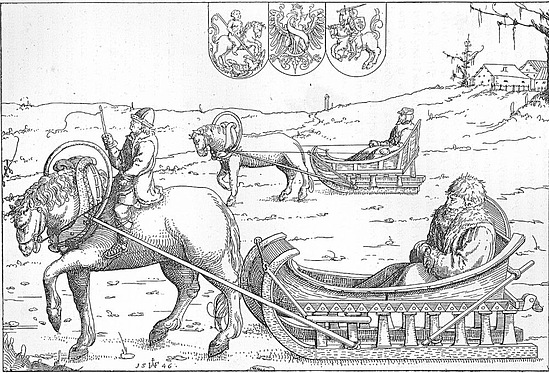
Герберштейн в русских санях. Гравюра А. Хиршфогеля из Венского издания «Записок о Московии» 1549 г.

С 1502 года он вынужден был давать частные уроки, а в 1506-м, в возрасте 20 лет, ввиду необходимости обеспечивать семью, окончательно оставил университет и выбрал офицерскую карьеру. В 1509 году он принял участие в походе на Венецию против французов, а в 1511 году получил должность военного казначея в Штирии. В том же году, получив от братьев известие о смерти отца, он вынужден был прервать военную карьеру и вернуться в родной Виппах, чтобы заняться там расстроенными делами своей семьи. В 1514 году, за успешную доставку провианта в осажденную крепость Маран во Фриули и разгром в ходе вылазки венецианского отряда, был посвящён императором императором Максимилианом I в рыцари. 
С 1515 года был членом Имперского совета, а в 1516-м получил первое дипломатическое поручение: убедить датского короля Христиана II хранить верность королеве Изабелле (внучке императора) и отстранить от себя любовницу. Хотя миссия Герберштейна и не увенчалась успехом, император Максимилиан уверился в его дипломатических способностях, и Герберштейн с тех пор, на протяжении почти 40 лет (1515—1553), был на дипломатической службе, приняв участие в 69 посольствах в разные страны Европы, а также в Турцию. В 1519 году он ездил к новому императору Карлу V через Италию в Барселону, получив от него в награду имения и титулы.
В 1516 году он также выполнял дипломатическую миссию в Швейцарии, в 1520-м во Франции, в 1520, 1523, 1530—1534, 1537, 1542, 1547 и 1552 годах — в Венгрии, в 1529, 1539, 1549, 1543, 1545, 1550 и 1552-м — в Польше, а в 1521—1522 годах — в Нидерландах. В 1521 году стал членом Высшего государственного совета Штирии, приняв в этой должности участие в рейхстаге в Вормсе. Заслужив своей честностью, исполнительностью и трудолюбием доверие у императора Фердинанда I, он в начале 1534 года назначен был в комиссию по рассмотрению государственного бюджета.
В 1537 году он возведён был в баронское звание, став членом Высшего военного совета, в 1539-м стал президентом Нижнеавстрийской палаты. В 1541 году заключил выгодный для империи мирный договор с турецким султаном Сулейманом I. По возвращении из Османской империи получил возможность заняться литературными трудами, приводя в порядок свои сделанные во время посольств записи. В 1543 году назначен был главой ведомства военных припасов. В 1556 году получил за свои заслуги титулы наследственного камергера (нем. Erbkämmerer) и наследственного кравчего (нем. Erbdruchsess) Каринтии, окончательно выйдя в отставку.
Умер 28 марта 1566 года в Вене. Похоронен в приделе Мариагильф имперской приходской церкви Св. Михаила (совр. восточная часть площади Михаэлерплац, Внутренний Город). На надгробии его по приказанию эрцгерцога Карла II высечена была надпись, в которой, в частности, говорится, что он был «верным слугой и советником четырех государей, оказав доблестные услуги отечеству, отчего получил много почета и милостей».
Одним из основных источников о жизни Герберштейна является его написанная на немецком языке и доведённая до 1553 года «Автобиография», основанная на ведённом бароном в своих многочисленных поездках дневнике, его дипломатических донесениях и официальных документах.

## Семья
В 1522 году вступил в брак с Хеленой фон Заурау (ум. 1575), представительницей старинного штирийского рода, брак был бездетным.

## Герберштейн в Московском государстве
Герберштейн дважды посетил Русское государство: в 1517 году он выступал посредником в мирных переговорах Москвы и Великого княжества Литовского, а в 1526 году — в возобновлении договора 1522 года. Первое посольство Герберштейна не достигло успеха: его целью было склонить Василия III к миру с Литвой для совместной борьбы с турками, но литовцы требовали возвращения Смоленска, Герберштейн их поддерживал, однако Василий отвечал решительным отказом. Второе посольство в Россию (март — ноябрь 1526 года), в котором он представлял правителя Австрии эрцгерцога Фердинанда, совместно с послом императора Карла V графом Леонардом Нугарола, преследовало похожую цель: способствовать превращению пятилетнего перемирия между Россией и Литвой, срок которого истекал в 1527 году, в вечный мир. В результате, однако, перемирие было лишь продлено на шесть лет.
Продолжительность этих визитов (9 месяцев в 1526 году), наряду со знанием языка, позволила ему изучить действительность во многом загадочного тогда для европейцев Московского государства. Результатом стала изданная в 1549 году на латинском языке книга «Rerum Moscoviticarum Commentarii» (буквально «Записки о Московских делах», в русской литературе обычно именуется «Записки о Московии»). В основу книги положен дипломатический отчёт о России, который составил Герберштейн по итогам своего второго посольства. Герберштейн, как показывает его труд, не только подробно расспрашивал множество русских людей об истории и нынешнем состоянии России, но и непосредственно знакомился с русскими рукописями, так что его труд содержит пересказы и переводы ряда древнерусских сочинений. В их числе — церковный устав Владимира, «Послание против Латинян» митрополита Киевского Иоанна, «Вопрошание Кириково», Судебник Ивана III, Чин поставления на великое княжение Димитрия Иоанновича (1498). «Вопрошание Кириково» Новгородскому архиепископу Нифонту (1131—1156) Герберштейн, несомненно, использовал в более полной редакции, чем та, что дошла до нас, а оригинал цитировавшегося им Судебника 1497 года был найден лишь в 1817 году. Кроме того, Герберштейн пользовался летописями и новгородским «Югорским дорожником» — одним из источников позднее явившейся «Книги Большому Чертежу» — для описания пути в Печору, Югру и к реке Оби. 
Среди информаторов Герберштейна было немало осведомлённых русских государственных деятелей, включая самого великого князя Василия Иоанновича, князей С. Ф. Курбского и И. И. Засекина-Ярославского, воеводу И. А. Челяднина, дипломатов Ю. Д. Траханиотова, Дмитрия Герасимова, Григория Истому и Власа Игнатьева, однако, наряду с ними, он опрашивал и литовских воевод, наёмников-немцев, а также простых московских купцов и посадских. Герберштейн отличался тщательной выверкой полученных им сведений и, как сам писал, никогда не полагался на высказывания одного человека, а доверял только проверенной информации, полученной от разных людей. Существовавшую к тому времени европейскую литературу о России он оценивал скептически, поскольку все его предшественники сообщали о ней, как правило, с чужих слов. В противоположность им, сам он старался добывать необходимую информацию самостоятельно. Некоторые из приводимых Герберштейном сообщений, в частности, о размерах церковных и монастырских земельных владений в России первой четверти XVI века, являются уникальными. Предметом интересов любознательного барона, помимо военно-политических и историко-географических, являлись естественнонаучные сведения, сверх того, он отличался заметной веротерпимостью, что позволяло ему представить объективную картину религиозной жизни русских. 
В результате своих исследований Герберштейн смог создать первое всестороннее описание России, заключающее в себе сведения о военном деле, географии, этнографии, торговле, религии, обычаях, истории, политике и даже теории русской политической жизни. Уже в 1518 году, после первого посольства, его рассказы о практически неизвестной тогдашним европейцам Московии заинтересовали учёных-гуманистов, в частности, Ульриха фон Гуттена. Сочинение Герберштейна пользовалось большой популярностью: только в XVI столетии оно выдержало 13 изданий, шесть латинских, пять немецких и два итальянских. Причём на немецкий язык оно переведено было в 1557 году самим автором. 
На русский язык «Записки о Московии» впервые перевёл в 1748 году старший переводчик Петербургской Академии наук К. А. Кондратович, использовавший базельское латиноязычное издание 1571 года, но перевод его так и не был напечатан. Лишь в 1785 году увидел свет перевод Л. И. Бакмейстера, выполненный по личному указанию императрицы Екатерины II с базельских латинского и немецкого изданий 1567 года и переизданный в Санкт-Петербурге в 1796 году. Лучшим русским переводом признаётся выполненный филологом и библиографом А. И. Малеиным по базельскому изданию 1556 года, выпущенный в 1908 году петербургским издательством А. С. Суворина и переизданный в 1988 году в СССР издательством МГУ под редакцией историков А. Л. Хорошкевич и А. В. Назаренко.
В течение долгого времени «Записки о Московии» Герберштейна оставались основным источником знаний европейцев о России. Их пересказывали в своих сочинениях Алессандро Гваньини, Антонио Поссевино, Петрей де Ерлезунда, Адам Олеарий, Августин Мейерберг и другие посещавшие её иностранные дипломаты и путешественники.
В 1548 году Герберштейн издал генеалогическую таблицу правителей Священной Римской империи, России и Польши, проиллюстрированную гравюрами с портретами государей и самого автора, которые позднее печатались и отдельными листами.

## Карта России

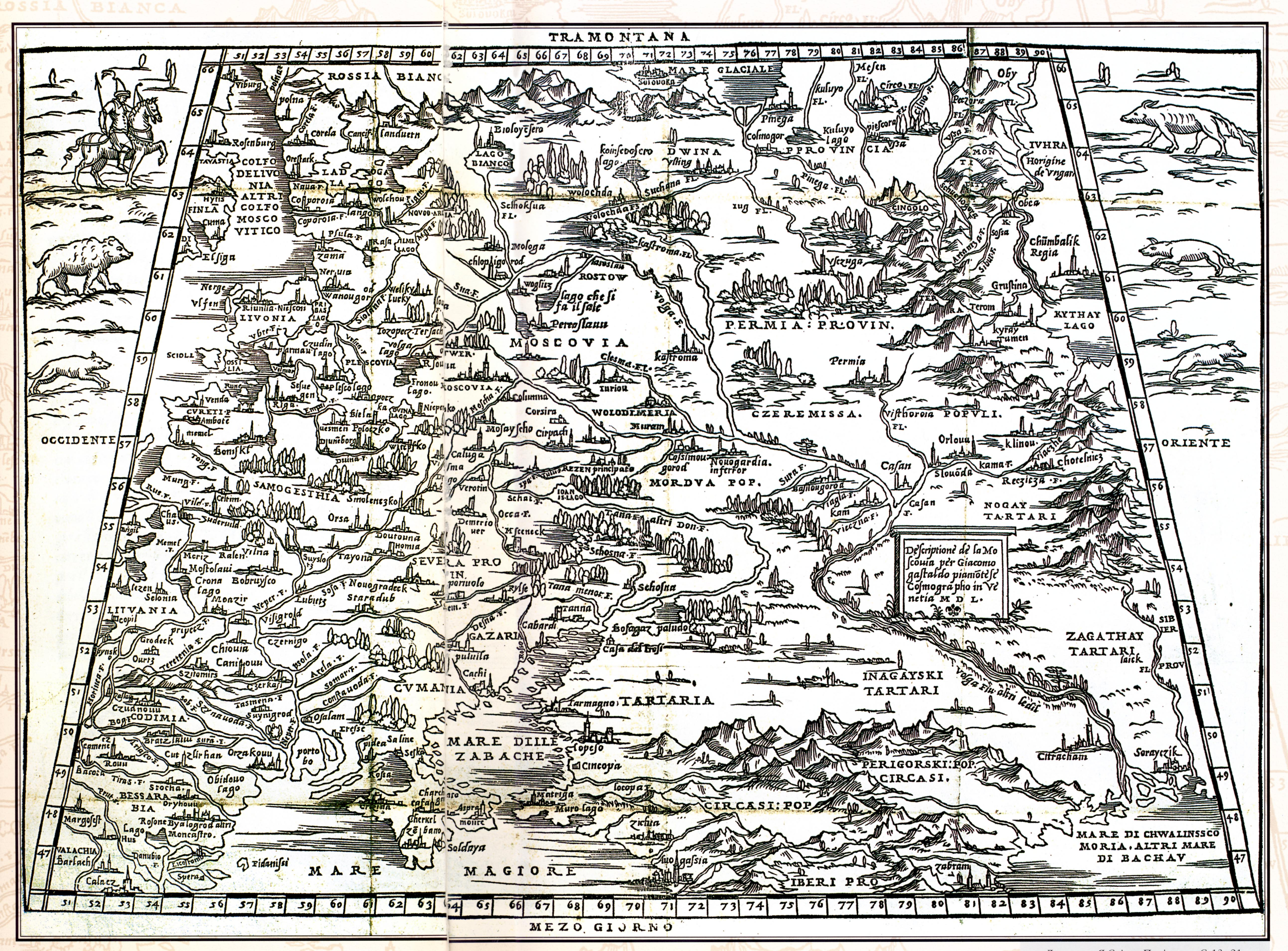
Карта России, составленная Джакомо Гастальди для венецианского издания «Записок о Московии» Сигизмунда Герберштейна 1551 г.

Первая карта Сигизмунда фон Герберштейна была выгравирована на латинском языке Августином Хиршфогелем в 1546 году и позже несколько раз переиздавалась. Ориентирована на Север. Общий план местности, изображённый на его карте, наряду с картами, основанными на сведениях посла Дмитрия Герасимова и воеводы Ивана Ляцкого, на то время являлся наиболее полным и достоверным.
В центре карты расположен город Москва, окружённый множеством других, легко узнаваемых городов. На северо-западной части отмечены Новгород, озеро Ильмень, Ладожское озеро, Белое озеро с городом Белозерском, на севере бассейн Северной Двины, Пермские районы, области обитания черемисов и югры. Вся юго-восточная часть карты находится во владениях так называемой Тартарии, отмечено Каспийское море с впадающей в него рекой Волгой. Рядом написано интересное примечание: «Ра (Rha) по-гречески, Волга (Wolga) по-русски, Итиль (Edel) по-татарски». На юге находится Чёрное море, Азовское море и река Дон (Танаис), в устье Дона расположен город Азов.
Важное значение для западноевропейской картографии являлось указание Герберштейном на своей карте мифического «Катайского озера», из которого, как считали его современники, вытекала река Обь, а также легендарного изваяния «Золотой бабы» в Обдории; вместе с тем, остальные приводимые им географические сведения о Сибири отличаются замечательной для своего времени полнотой и точностью, представляя, вместе с тем, немалый исторический интерес.

## Герб Герберштейна

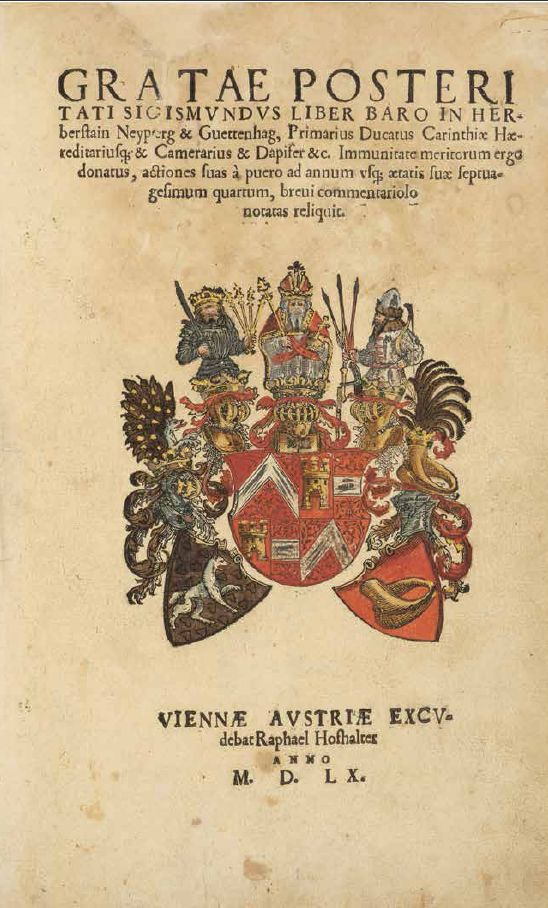
Герб барона фон Герберштейна

В исторических документах сохранилось три вида герба Сигизмунда Герберштейна:
1. Неполный, нарисован на первой карте Московии № 2 и 3: щит, прямой сверху и закругляющийся книзу, разделённый на четыре части, из которых в двух (левой нижней и правой верхней) изображено по «Кастильской башне», а в других двух частях —  по «Австрийскому стропилу»[43].

1. Полный, без арматур, нарисован на первой карте Московии № 1: над тем же щитом с 1522 года помещаются три увенчанных коронами шлема, с человеческими фигурами над ними: в середине прямо изображён римский император в полном облачении —  в короне, со скипетром в правой руке и с державой в левой. Слева — испанский король повернутый на 3/4 четверти вправо в латах и в короне, с обнажённым мечем в правой руке и с четырьмя скипетрами в левой руке (означающими по объяснению Шпенера, четырёх королей, к которым посылался Герберштейн). Справа — русский великий князь (профиль влево) в куяке и остроконечной шапке, держащий в левой руке лук, а в правой — плеть, саблю и три стрелы (которые по Гебауеру означают три посольства Герберштерна — две к великому князю и к султану)[43].

1. Полный, с арматурами: по сторонам щита находятся внизу ещё два сердцевидных щитка: из них на правом виден смотрящий влево волк с высунутым языком, а на левом — лошадиное копыто. Над правым щитком помещался увенчанный короной шлем, над которым высится другой, крылатый волк, подобно первому. Над левым щитком — простой шлем, над которым покоится другое копыто, подобно первому, только увенчанное короной, откуда торчат 12 перьев[43].

## Галерея

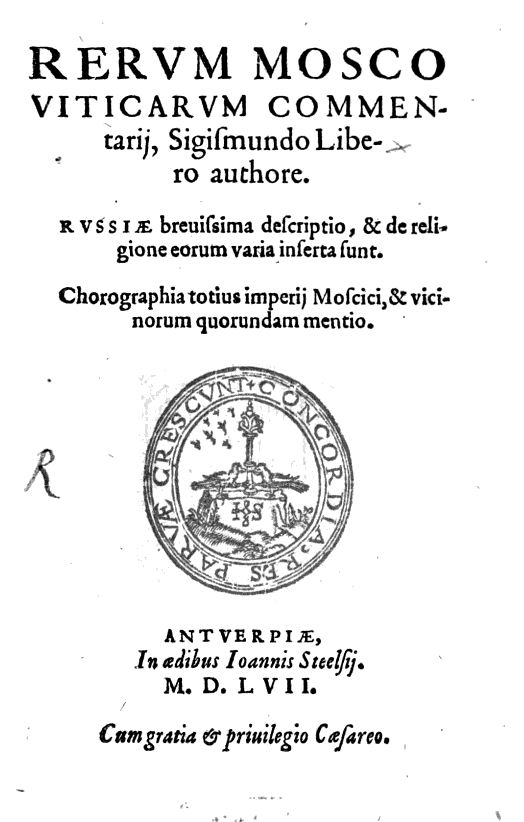
«Записки о Московии» барона Герберштейна, издание 1557 года
План Москвы из издания «Записок о Московии» 1556 г[К 1].
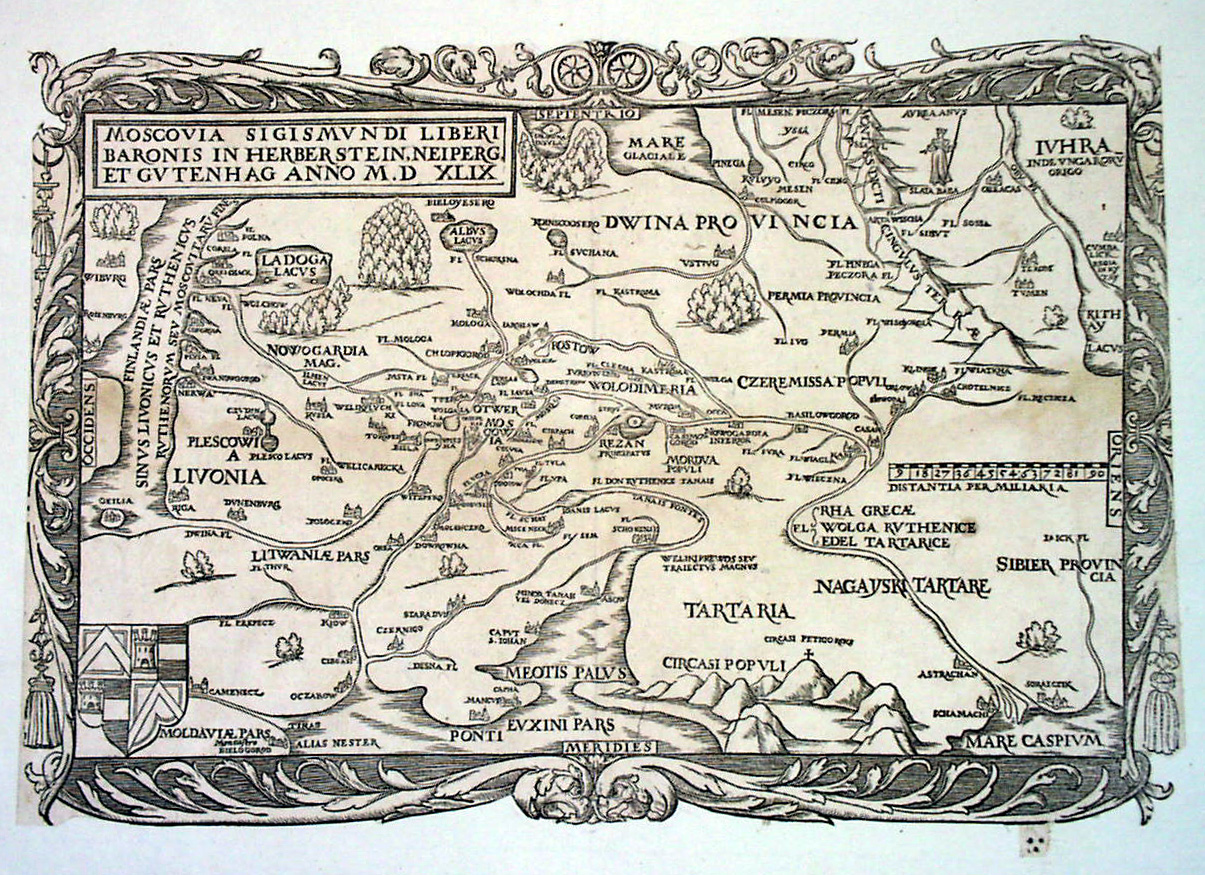
Карта Московского государства, опубликованная в 1549 году (Sigmund von Herberstein)
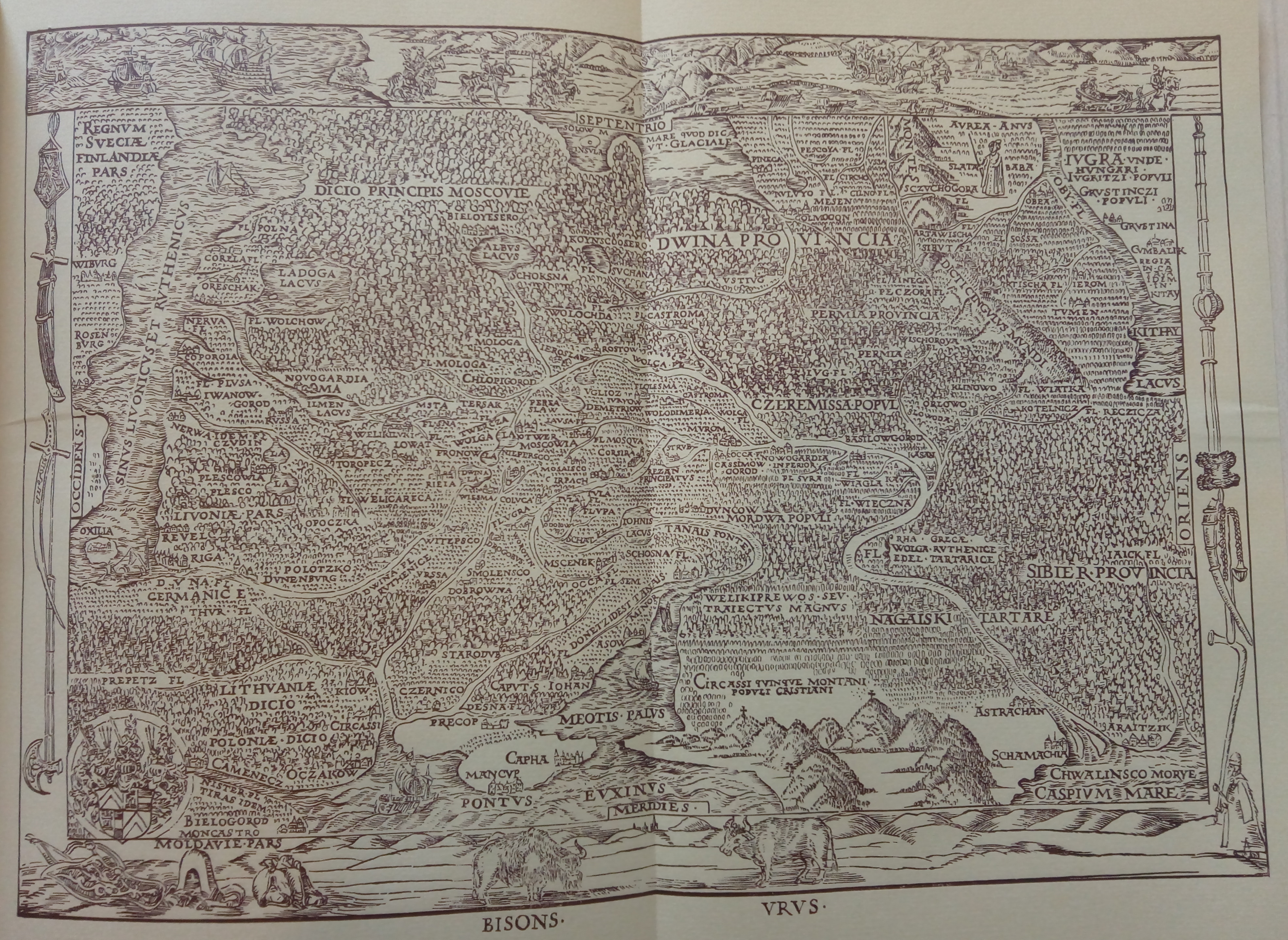
Карта 1557 года (С. Герберштейн)

## Переводы на русский язык
- Герберштейн С. Записки о Московии. — СПб., 1866[К 2].
- Записки о Московитских Делах Сигизмунда Вольного Барона в Герберштейне, Нейперге и Гюттенгаге // в: Барон Сигизмунд Герберштейн. Записки о московитских делах; Павел Иовий Новокомский. Книга о московитском посольстве / Пер. А. И. Малеина. — 1-е изд. — СПб.: Издание А. С. Суворина, 1908. — С. 1—247. — xlii, 382 с.
  - переиздание: Герберштейн Сигизмунд. Записки о Московии / Пер. с нем. А. И. Малеина, А. В. Назаренко. — М.: Изд-во МГУ, 1988. — 430 с.: ил.
  - переиздание: Герберштейн Сигизмунд. Записки о Московии: В 2 тт. / Пер. А. И. Малеина, А. В. Назаренко. Под ред. А. Л. Хорошкевич. — М.: Изд-во «Памятники исторической мысли», 2008. — 776+656 с.

## Комментарии
1. ↑  Традиционная ошибка, о которой писал ещё в 1956 году источниковед и библиограф С. А. Клепиков[44]. Эта гравюра на меди была впервые издана в 1576 году в Кёльне — во втором томе «Атласа городов…» Георга Брауна и Франца Хогенберга.
2. ↑  текст в Викитеке